# گمینا کلوچوسکو
گمینا کلوچوسکو (به لهستانی:  Gmina Kluczewsko) یک گمینا در لهستان است که در شهرستان وووشچووا واقع شده‌است. گمینا کلوچوسکو ۱۳۷٫۰۵ کیلومتر مربع مساحت و ۵٬۱۹۱ نفر جمعیت دارد.